# Sparkling Cyanide
Sparkling Cyanide (Um brinde de cianureto, no Brasil / À saúde da ... morte (1944) ou Um Brinde à Morte (2007), em Portugal) é um romance policial de Agatha Christie, publicado em 1944. 
Conta com a participação do coronel Race, apresentado em O Homem do Terno Marrom.

## Enredo
Um ano após a festa de aniversário da belíssima Rosemary Barton, marcada pela morte da mesma, envenenada com cianureto, todos os presentes recordam-se dela, e tentam compreender o que a levou ao suicídio naquela ocasião. Mas seu marido, George Barton, tem sido advertido através de cartas anônimas: Rosemary não se suicidou, foi assassinada.
A reconstituição de sua morte, orquestrada pelo viúvo, ajudaria a desmascarar o assassino, pois todos os presentes (o próprio George; Íris Marle, irmã da vítima; Ruth Lessing, secretária de George; Anthony Browne e Stephen Farraday, ex-amantes da morta e a esposa deste último, Alexandra Farraday) poderiam ter motivos para matar a jovem. Porém, ao invés disso, um deles também morre, nas mesmas circunstâncias. Um amigo de George, o coronel Johnny Race, assume a investigação das duas mortes. 